# Liste der Krater des Erdmondes/D
| Name          | Benannt nach                                                                                                | Lage                        | Mittlerer Durchmesser (km) | Name gültig seit |
| ------------- | --- | --------------------------- | -------------------------- | ---------------- |
| da Vinci      | Leonardo da Vinci                                                                                           | 9° 6′ 0″ N, 45° 0′ 0″ O     | 37                         | 1935             |
| Daedalus      | Daidalos | 5° 54′ 0″ N, 179° 24′ 0″ O  | 93                         | 1970             |
| Dag           | Dag, skandinavischer Männername                                                                             | 18,71° N, 5,26° O           | 0,36                       | 1976             |
| Daguerre      | Louis-Jacques-Mandé Daguerre, französischer Künstler, Chemiker und Fotograf                                 | 11,91° S, 33,61° O          | 45,79                      | 1935             |
| Dale          | Sir Henry Hallett Dale, britischer Physiologe und Nobelpreisträger                                          | 9,56° S, 82,93° O           | 23,41                      | 1976             |
| D’Alembert    | Jean d'Alembert                                                                                             | 50° 48′ 0″ N, 163° 54′ 0″ O | 248                        | 1970             |
| Dalton        | John Dalton, britischer Chemiker und Physiker                                                               | 17,07° N, 84,45° W          | 60,69                      | 1964             |
| Daly          | Reginald Aldworth Daly, kanadisch-geborener amerikanischer Geologe                                          | 5,74° N, 59,5° O            | 14,96                      | 1973             |
| Damoiseau     | Marie-Charles-Théodore Damoiseau, französischer Astronom                                                    | 4,85° S, 61,25° W           | 36,66                      | 1935             |
| Daniell       | John Frederic Daniell, britischer Physiker, Chemiker und Meteorologe                                        | 35,42° N, 31,16° O          | 28,2                       | 1935             |
| Danjon        | André Danjon, französischer Astronom                                                                        | 11,42° S, 123,9° O          | 69,3                       | 1970             |
| Dante         | Dante Alighieri                                                                                             | 25° 30′ 0″ N, 180° 0′ 0″ O  | 54                         | 1970             |
| Darney        | Maurice Darney, französischer Astronom                                                                      | 14,61° S, 23,57° W          | 14,81                      | 1935             |
| D'Arrest      | Heinrich Louis d’Arrest, deutscher Astronom                                                                 | 2,26° N, 14,6° O            | 29,67                      | 1935             |
| D'Arsonval    | Jacques-Arsène d’Arsonval, französischer Physiker                                                           | 10,31° S, 124,59° O         | 30,36                      | 1976             |
| Darwin        | Charles Darwin                                                                                              | 20° 12′ 0″ S, 69° 30′ 0″ W  | 120                        | 1935             |
| Das           | Anil Kumar Das, indischer Astronom                                                                          | 26,49° S, 137,05° W         | 35,95                      | 1970             |
| Daubrée       | Gabriel Auguste Daubrée, französischer Geologe                                                              | 15,73° N, 14,75° O          | 14,67                      | 1973             |
| Davisson      | Clinton Joseph Davisson, amerikanischer Physiker und Nobelpreisträger                                       | 37,93° S, 174,97° W         | 92,46                      | 1970             |
| Davy          | Humphry Davy                                                                                                | 11° 48′ 0″ S, 8° 6′ 0″ W    | 34                         | 1935             |
| Dawes         | William Rutter Dawes                                                                                        | 17° 12′ 0″ N, 26° 24′ 0″ O  | 18                         | 1935             |
| Dawson        | Bernhard Hildebrandt Dawson, argentinischer Astronom                                                        | 66,99° S, 135,05° W         | 44,32                      | 1970             |
| D. Brown      | David McDowell Brown, amerikanischer Astronaut und Spezialist der Raumfähre Columbia                        | 41,65° S, 147,16° W         | 16,12                      | 2006             |
| Debes         | Ernst Debes, deutscher Kartograf                                                                            | 29,47° N, 51,62° O          | 31,92                      | 1935             |
| Debus         | Kurt Heinrich Debus, deutscher Physiker                                                                     | 10,68° S, 99,68° O          | 19,77                      | 2000             |
| Debye         | Peter J. W. Debye                                                                                           | 49° 36′ 0″ N, 176° 12′ 0″ W | 142                        | 1970             |
| Dechen        | Ernst Heinrich von Dechen                                                                                   | 46° 6′ 0″ N, 68° 12′ 0″ W   | 12                         | 1935             |
| De Forest     | Lee De Forest, amerikanischer Erfinder                                                                      | 76,94° S, 163,33° W         | 56,26                      | 1970             |
| De Gasparis   | Annibale De Gasparis                                                                                        | 25° 54′ 0″ S, 50° 42′ 0″ W  | 30                         | 1935             |
| De Gerlache   | Adrien de Gerlache de Gomery, belgischer Marineoffizier und Polarforscher                                   | 88° 30′ 0″ S, 87° 6′ 0″ W   | 32,71                      | 2000             |
| Delambre      | Jean-Baptiste Joseph Delambre, französischer Astronom                                                       | 1,94° S, 17,39° O           | 51,49                      | 1935             |
| De La Rue     | Warren De La Rue, britischer Astronom                                                                       | 59,02° N, 52,84° O          | 135,22                     | 1935             |
| Delaunay      | Charles-Eugène Delaunay, französischer Astronom                                                             | 22,26° S, 2,62° O           | 44,63                      | 1935             |
| Delia         | Delia, griechischer Frauenname                                                                              | 10,91° S, 6,13° W           | 1,57                       | 1976             |
| Delisle       | Joseph Nicolas Delisle, französischer Astronom                                                              | 29,98° N, 34,68° W          | 24,83                      | 1935             |
| Dellinger     | John Howard Dellinger, amerikanischer Physiker                                                              | 6,87° S, 140,7° O           | 82,04                      | 1970             |
| Delmotte      | Gabriel Delmotte, französischer Astronom                                                                    | 27,16° N, 60,2° O           | 32,16                      | 1935             |
| Delporte      | Eugène Joseph Delporte, belgischer Astronom                                                                 | 15,89° S, 121,55° O         | 42,5                       | 1970             |
| Deluc         | Jean-André Deluc                                                                                            | 55° 0′ 0″ S, 2° 48′ 0″ W    | 46                         | 1935             |
| Dembowski     | Baron Ercole Dembowski, italienischer Astronom                                                              | 2,88° N, 7,27° O            | 26,11                      | 1935             |
| Democritus    | Demokrit | 62° 18′ 0″ N, 35° 0′ 0″ O   | 39                         | 1935             |
| Demonax       | Demonax, griechischer Philosoph                                                                             | 78,09° S, 59,36° O          | 121,93                     | 1935             |
| De Moraes     | Abrahão de Moraes, brasilianischer Astronom                                                                 | 49,38° N, 143° O            | 54,41                      | 1979             |
| De Morgan     | Augustus De Morgan, britischer Mathematiker                                                                 | 3,31° N, 14,89° O           | 9,68                       | 1935             |
| Denning       | William Frederick Denning, britischer Astronom                                                              | 16,26° S, 142,76° O         | 44,18                      | 1970             |
| De Roy        | Felix De Roy, belgischer Astronom                                                                           | 55,24° S, 98,99° W          | 43,51                      | 1970             |
| Desargues     | Gérard Desargues, französischer Mathematiker und Ingenieur                                                  | 70,25° N, 73,42° W          | 84,85                      | 1964             |
| Descartes     | René Descartes                                                                                              | 11° 42′ 0″ S, 15° 42′ 0″ O  | 48                         | 1935             |
| Deseilligny   | Jules Alfred Pierrot Deseilligny, französischer Selenograph                                                 | 21,13° N, 20,59° O          | 6,01                       | 1935             |
| De Sitter     | Willem de Sitter, niederländischer Astronom                                                                 | 79,81° N, 38,57° O          | 63,79                      | 1964             |
| Deslandres    | Henri-Alexandre Deslandres, französischer Astrophysiker                                                     | 32,55° S, 5,57° W           | 227,02                     | 1948             |
| Deutsch       | Armin Joseph Deutsch, amerikanischer Astronom                                                               | 24,35° N, 110,91° O         | 73,33                      | 1970             |
| De Vico       | Francesco de Vico                                                                                           | 19° 42′ 0″ S, 60° 12′ 0″ W  | 20                         | 1935             |
| De Vries      | Hugo M. de Vries                                                                                            | 19° 54′ 0″ S, 176° 42′ 0″ W | 59                         | 1970             |
| Dewar         | Sir James Dewar, britischer Chemiker                                                                        | 2,61° S, 165,62° O          | 46,31                      | 1970             |
| Diana         | Diana, lateinischer Frauenname                                                                              | 14,29° N, 35,65° O          | 1,55                       | 1979             |
| Diderot       | Denis Diderot                                                                                               | 20° 24′ 0″ S, 121° 30′ 0″ O | 20                         | 1979             |
| Dionysius     | Dionysius Areopagita                                                                                        | 2° 48′ 0″ N, 17° 18′ 0″ O   | 18                         | 1935             |
| Diophantus    | Diophant von Alexandrien                                                                                    | 27° 36′ 0″ N, 34° 18′ 0″ W  | 17                         | 1935             |
| Dirichlet     | Peter Gustav Lejeune Dirichlet, deutscher Mathematiker                                                      | 10,58° N, 152,05° W         | 47,24                      | 1970             |
| Dobrovolʹskiy | Georgi Timofejewitsch Dobrowolski, sowjetischer Kosmonaut                                                   | 12,83° S, 129,68° O         | 38,4                       | 1973             |
| Doerfel       | Georg Samuel Dörffel, deutscher Astronom                                                                    | 68,97° S, 108,53° W         | 68,63                      | 1985             |
| Dollond       | John Dollond, britischer Optiker                                                                            | 10,48° S, 14,41° O          | 11,04                      | 1935             |
| Donati        | Giovanni Battista Donati, italienischer Astronom                                                            | 20,69° S, 5,1° O            | 35,84                      | 1935             |
| Donna         | Donna, italienischer Frauenname                                                                             | 7,22° N, 38,3° O            | 1,84                       | 1979             |
| Donner        | Anders Severin Donner, finnischer Astronom                                                                  | 31,35° S, 97,99° O          | 55,05                      | 1970             |
| Doppelmayer   | Johann Gabriel Doppelmayr, deutscher Mathematiker und Astronom                                              | 28,48° S, 41,51° W          | 65,08                      | 1935             |
| Doppler       | Johann Christian Doppler, österreichischer Physiker, Mathematiker und Astronom                              | 12,58° S, 159,84° W         | 101,79                     | 1970             |
| Douglass      | Andrew Ellicott Douglass, amerikanischer Astronom                                                           | 35,5° N, 122,72° W          | 50,95                      | 1970             |
| Dove          | Heinrich Wilhelm Dove                                                                                       | 46° 42′ 0″ S, 31° 30′ 0″ O  | 30                         | 1935             |
| Draper        | Henry Draper, amerikanischer Astronom                                                                       | 17,56° N, 21,75° W          | 8,28                       | 1935             |
| Drebbel       | Cornelis Jacobszoon Drebbel, niederländischer Erfinder                                                      | 40,93° S, 49,12° W          | 30,23                      | 1935             |
| Dreyer        | Johan Ludvig Emil Dreyer, dänischer Astronom                                                                | 10,24° N, 97,09° O          | 63,84                      | 1970             |
| Drude         | Paul Karl Ludwig Drude, deutscher Physiker                                                                  | 38,56° S, 91,89° W          | 27,13                      | 1970             |
| Dryden        | Hugh Latimer Dryden, amerikanischer Physiker und Ingenieur                                                  | 33,21° S, 156,15° W         | 54,45                      | 1970             |
| Drygalski     | Erich Dagobert von Drygalski, deutscher Geograph und Geophysiker                                            | 79,57° S, 87,18° W          | 162,49                     | 1964             |
| Dubyago       | Dmitri Iwanowitsch Dubjago, russischer Astronom und Alexander Dmitrijewitsch Dubjago, sowjetischer Astronom | 4,38° N, 69,95° O           | 48,12                      | 1964             |
| Dufay         | Jean Dufay, französischer Astronom                                                                          | 5,57° N, 169,54° O          | 36,11                      | 1970             |
| Dugan         | Raymond Smith Dugan, amerikanischer Astronom                                                                | 64,12° N, 103,11° O         | 49,65                      | 1970             |
| Dunér         | Nils Christofer Dunér, schwedischer Astronom                                                                | 44,68° N, 179,46° O         | 65,07                      | 1970             |
| Dunthorne     | Richard Dunthorne, britischer Astronom                                                                      | 30,12° S, 31,71° W          | 15,12                      | 1935             |
| Dyson         | Sir Frank Watson Dyson, britischer Astronom                                                                 | 60,87° N, 121,71° W         | 63,14                      | 1970             |
| Dziewulski    | Władysław Dziewulski, polnischer Astronom                                                                   | 20,99° N, 99,02° O          | 68,9                       | 1970             |